# Marya Taqlid

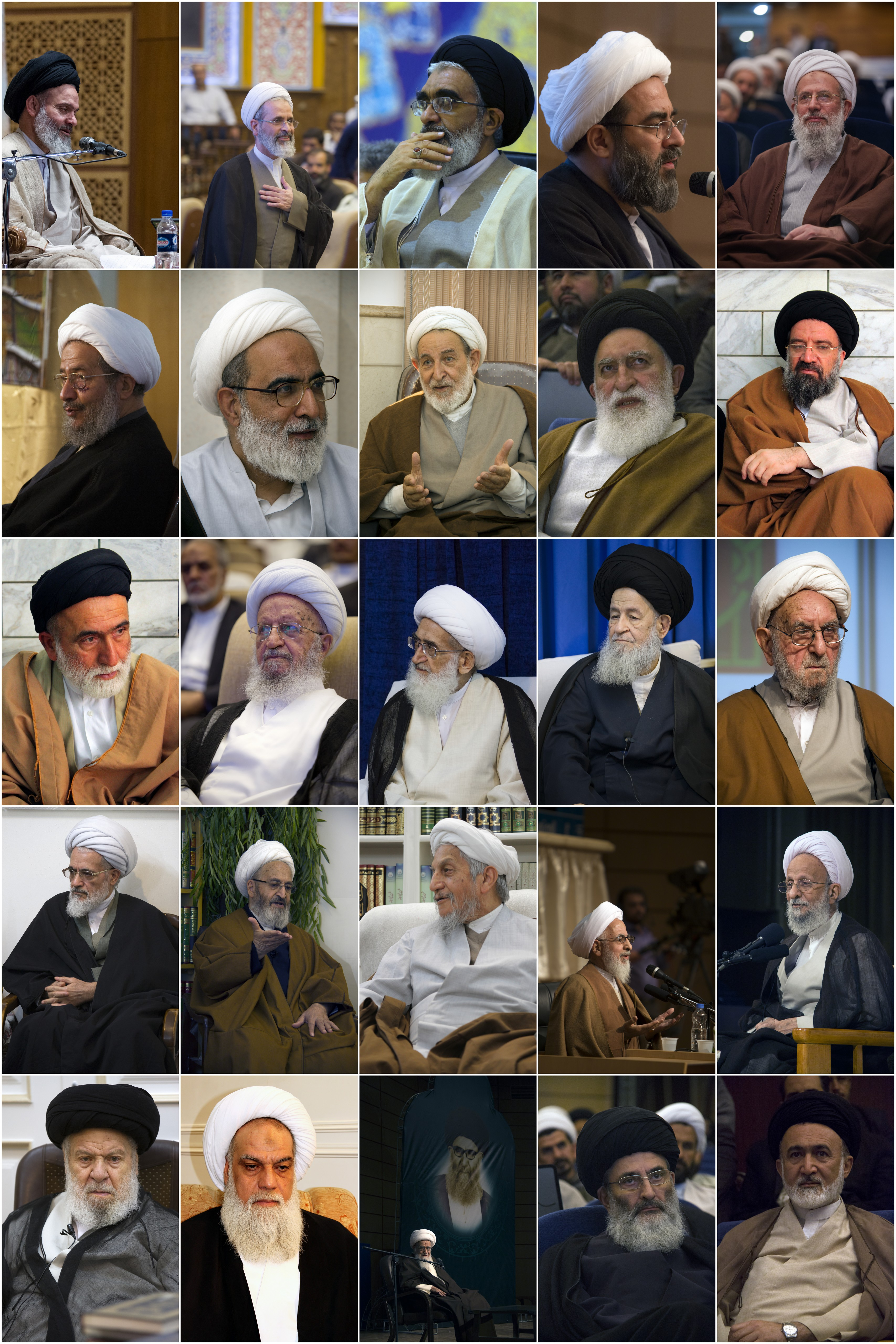

Un Marya' Taqlid o Marya' Dini (en árabe: مرجع التقليد - مرجع الديني) es un clérigo que ostenta el rango más alto dentro de la jerarquía chiita usulí. Se trata de un Muytahid que posee el conocimiento de la ciencia del Fiqh, cuya sabiduría es considerada superior a la de los demás sabios, y al que los musulmanes chiitas siguen (imitan) en temas de jurisprudencia islámica.
Cada uno de los fieles chiitas pertenecientes a la rama usulí tiene el deber de hacer Taqlid de un Marya Taqlid a su elección. En jurisprudencia Islámica, hacer Taqlid significa “que una persona no conocedora de la jurisprudencia recurra a un jurista especializado en busca de su opinión en asuntos legales islámicos”. Para elegir un Marya Taqlid, consideran y observan o preguntan a otros sabios.

## Significado y requisitos

### Marya
Marya es un término legal que significa “fuente de emisión (de una norma legal Fetua)”. Conceptualmente va de la mano del término Taqlîd (imitación legal) lo que denota que “alguien que no es especialista en jurisprudencia recurre a un jurista especializado en busca de su opinión en asuntos legales”. Teniendo en cuenta que el no-especialista debe siempre recurrir al especialista en temas que requieran de su pericia, dicha imitación legal es lógica.
Entretanto, un jurisprudente cualificado (faqīh) es considerado un Marya’ si alcanza un grado muy elevado de pericia en derivar normas legales a partir de las fuentes de la Ley Islámica; pero además, debe haberlas publicado en una Risala o camino de imitación. También debe existir un cierto grado de cooptación, es decir, que los demás Marya` taqlid le respeten y acojan como un igual, aunque sostengan opiniones diferentes en muchos asuntos.

### Taqlid (emulación)
En la jurisprudencia Islámica, Taqlîd es “el que una persona que no es conocedora de la jurisprudencia recurra a un Marya en busca de su opinión en asuntos legales”.

## Historia
Antes de época de Muhammad Baqir Wahid Behbahaní (1706-1791 d. C.), los chiitas seguían el Fetua de los sabios y clérigos de sus pueblos y sus ciudades. El primer Muytahed nombrado Marya Taqlid entre los chiitas fue Muhammad Hasan Nayafi (1785 - 1849), conocido como Sahib Jawahir.
Después de Muhammad Hasan Nayafi, el Sheij Murtadá Ansari (1781-1864), su alumno, fue elegido como Marya Taqlid, y posteriormente Muhammad Hasan Shirazi (1815 -1896).
En el periodo de la revolución constitucional iraní, los sabios islámicos ocuparon un rol importante en los asuntos políticos. Mulla Muhammad Kazim Khurasani (1839-1911) y Mohammed Kazem Yazdi (1831-1919) fueron elegidos como "Marya Taqlid" por los sabios de Nayaf; los clérigos y otros sabios.
En el año 1918, al llegar Abdul-Karim Ha'eri Yazdi (1859-1937) a Qom, comenzó un nuevo periodo en la vida de Las Escuelas Islámicas en Irán. Después de su fallecimiento, Sayyid Abu al-Hasan Isfahani (1860-1946) fue elegido como Marya Taqlid. Por la presencia de Seyyed Hosein Boruyerdí (1875-1961) y sus actividades científicas, él fue elegido como Marya Taqlid,en el mundo de los chiitas.
Después de la muerte de Seyyed Hosein Boruyerdí comenzó un nuevo periodo para elegir el Marya y los chiitas quedaron casi sin Marya Taqlid. En Irán e Irak había sabios como Marya Taqlid, como Seyyed Mohsen Hakim (1889-1970) y Abu al-Qasim Joei (1899-1992) en Irak y Ruhollah Jomeini (1902-1989) en Irán. Después de la muerte de estos sabios, en los países como Irán, Irak y Líbano fueron elegidos como Marya Taqlid.
Los más famosos ulemas que en la época presente han alcanzado el rango de Marya Taqlid son: Sayyed Ali Jamenei, Sayyed Ali Sistani, Hosein Vahid Jorasaní, Sayyed Musa Shobeir Zanjani, Lotfollah Safi Golpayegani, Naser Makarem Shirazi, Hossein Noori Hamedani.

## Requisitos del Marya Taqlid
La imitación en los mandatos islámicos es obrar según el dictamen de un Marya Taqlīd . Es deber imitar a un Marya Taqlīd que cumpla con los siguientes requisitos:
- Ser hombre.
- Adulto (tener 15 años cumplidos).
- Juicioso.
- Shiíta Imamita (seguidor de los doce Imames de la Gente de la Casa del Profeta del Islam).
- No ser un hijo proveniente del adulterio.
- Estar vivo.
- Ser justo. Justo es quien practica lo que es obligatorio para él y aleja lo que es ilícito. Uno de los signos de justicia es que sea un hombre recto hasta en apariencia de tal modo que si se preguntase a algún pariente, vecino, amigo o cualquier otra persona allegada acerca de su condición la confirmasen sin dudar.[8]